# Julius Krohn

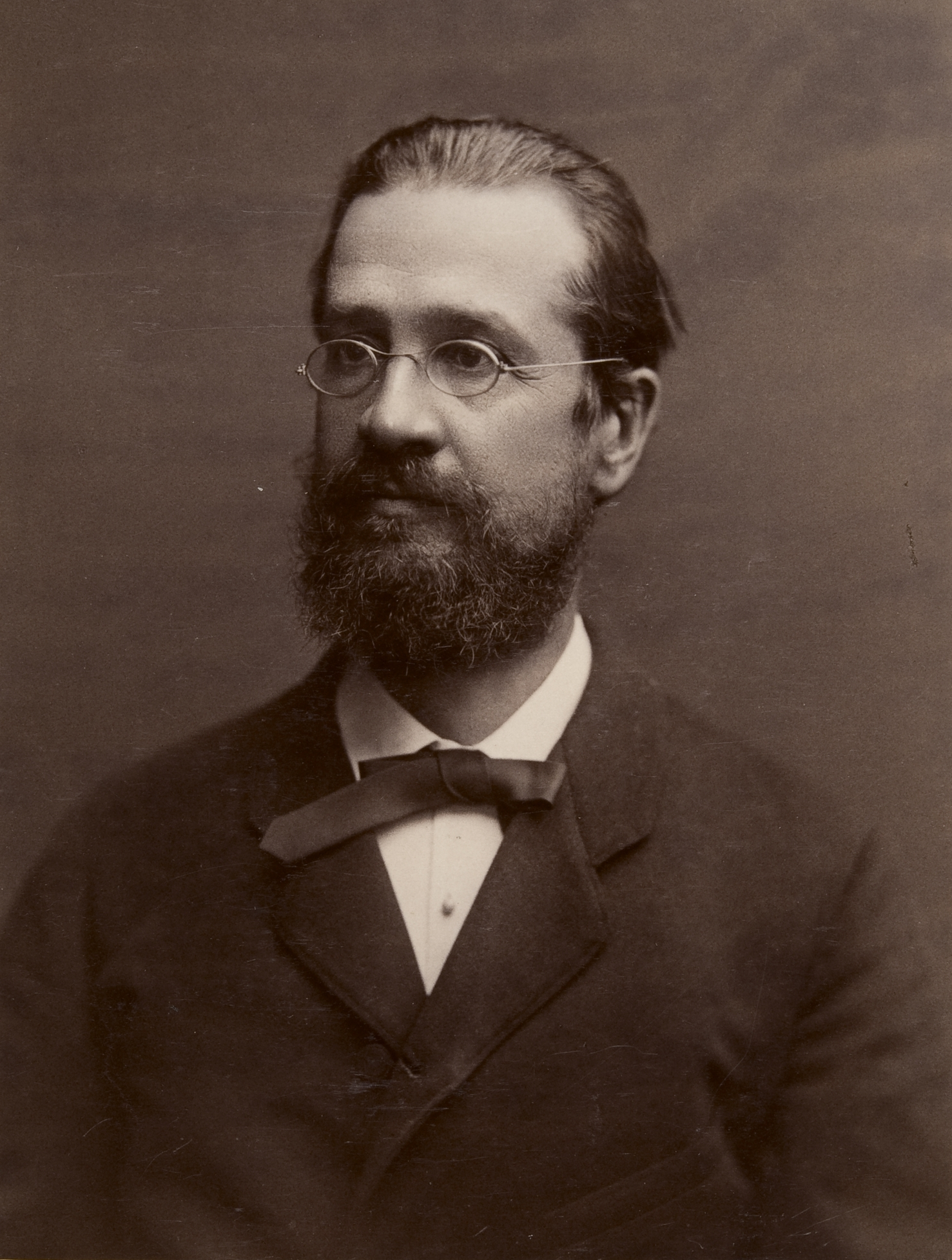
Julius Krohn

Julius Leopold Frederik Krohn (* 19. Mai 1835 in Wyborg; † 28. August 1888 ebenda) war ein finnischer Dichter, Folklorist und Literaturwissenschaftler. Er war der Neffe von August David Krohn und Vater von Kaarle Krohn und Aino Kallas.

## Leben
Julius Krohn studierte zunächst finnische Sprache und Literatur sowie Philosophie an der Universität Helsinki. 1862 wurde er mit der Arbeit Suomen kielinen runollisuus Ruotsinvallan aikana (deutsch: „Dichtung in finnischer Sprache während der Periode der schwedischen Herrschaft“) promoviert. Im selben Jahr begann er als Dozent für Finnische Sprache und Literatur an der Universität Helsinki zu lehren. Im Jahr 1875 wurde er dort Lektor und 1885 schließlich Extraordinarius. 
Unter dem Pseudonym Suonio schrieb er Gedichte. Die letzten 20 Jahre seines Lebens befasste er sich intensiv mit dem finnischen Nationalepos Kalevala.  Zur Erforschung der Herkunft des Kalevala setzte er die lokal-historische Methode ein, die von seinem Sohn später zur geographisch-historischen Methode (Finnische Schule) erweitert wurde. Das Ergebnis seiner Forschungsarbeit war zum einen, dass das Kalevala nicht nur jünger war als zuvor angenommen, zum andern, dass Teile des Epos ihren Ursprung in Karelien, Estland und Ingermanland hatten.

## Schriften
- Die folkloristische Arbeitsmethode. Begründet von Julius Krohn und weitergeführt von nordischen Forschern. Erläutert von Kaarle Krohn. Oslo 1926.